# Emmanuel Ernest
Emmanuel Ernest (* 30. Dezember 2000 in Monrovia) ist ein liberianisch-nigerianischer Fußballspieler. Der Stürmer spielt seit Anfang 2025 in Albanien beim KF Tirana und ist liberianischer Nationalspieler.

## Karriere

### Im Verein
Ernest wurde als Sohn einer aus Liberia stammenden Mutter und eines nigerianischen Vaters in der liberianischen Hauptstadt Monrovia geboren, ehe er in der nigerianischen Heimat seines Vaters aufwuchs. Seine Fußballkarriere begann er in seiner Jugend in der Christ Ambassador Sporting Academy in Nigeria. Im Alter von 19 Jahren ging er Anfang 2020 nach Rumänien, wo ihn der dortige Drittligist Sporting Roșiori unter Vertrag nahm. Nach der Wiederaufnahme des infolge der COVID-19-Pandemie unterbrochenen Spielbetriebs konnte er dort mit vier Toren in acht Spielen auf sich aufmerksam machen. Im Januar 2021 verpflichtete ihn der Zweitligist Rapid Bukarest, bei dem Ernest einen Vertrag über eineinhalb Jahre unterzeichnete. Nach bis dahin lediglich einem Einsatz verließ er den Verein ein halbes Jahr später wieder und schloss sich dem Ligakonkurrenten Ripensia Timișoara an, der ihn mit einem Zweijahresvertrag ausstattete. Dort pendelte er zwischen Startelf und Ersatzbank und bestritt bis zum Jahresende elf Ligaspiele. Im Februar 2022 verpflichtete ihn der Erstligist FC Argeș Pitești für seine zweite Mannschaft, die in der dritten Liga antrat.
Im September 2022 wechselte Ernest zum nordzypriotischen Verein Hamitköy ŞHSK. Nach Ablauf der Hinrunde, in der ihm neun Tore gelangen, schloss er sich im Januar 2023 für rund ein halbes Jahr in den Vereinigten Arabischen Emiraten dem al-Urooba Club an, ehe er nach Zypern zurückkehrte, wo ihn der Çetinkaya TSK unter Vertrag nahm.
Im Sommer 2024 verpflichtete ihn der Schweizer Zweitligist FC Aarau, bei dem Ernest einen Zweijahresvertrag bis 2026 unterschrieb. In den ersten vier Spielen der neuen Saison 2024/25 konnte er dort mit drei Toren auf sich aufmerksam machen, blieb in der Folgezeit jedoch hinter den in ihn gesetzten Erwartungen und verlor seinen Stammplatz nach dem fünften Spieltag. Im Laufe der Hinrunde kam er insgesamt zu 15 Ligaeinsätzen und vier Torerfolgen, bevor sein Vertrag im Dezember 2024 vorzeitig wieder aufgelöst wurde. Kurz darauf schloss sich Ernest Anfang Januar 2025 in Albanien dem dortigen Erstligisten KF Tirana an, der ihn ebenfalls mit einem Zweijahresvertrag ausstattete.

### Nationalmannschaft
Im September 2024 wurde Ernest erstmals in den Kader der liberianischen Nationalmannschaft berufen und debütierte dort beim anschließenden Qualifikationsspiel für den Afrika-Cup gegen Togo.